# Laye
Laye – miejscowość i gmina we Francji, w regionie Prowansja-Alpy-Lazurowe Wybrzeże, w departamencie Alpy Wysokie.

## Demografia
Według danych na rok 1990 gminę zamieszkiwały 192 osoby, a gęstość zaludnienia wynosiła 18 osób/km². W styczniu 2015 r. Laye zamieszkiwało 257 osób, przy gęstości zaludnienia wynoszącej 24,4 osób/km².